# Achacjusz z Melitene (zm. ok. 438)
Achacjusz z Melitene, również Achacjusz Meliteński, ros. Акакий Мелитинский (ur. ok. 370 w Melitene, zm. ok. 435-438 w Melitene) – biskup Melitene (obecnie Malatya), cudotwórca, wspominany w liturgii przez Cerkiew prawosławną na równi ze świętymi.

## Życiorys
Achacjusz urodził się w pobożnej rodzinie w armeńskim mieście Melitene. Jego rodzice byli długo bezdzietni i modląc się o dziecko, obiecali poświęcić je Bogu. Na nauki oddali go ówczesnemu biskupowi Melitene – świętemu Otrie, który był zdecydowanym zwolennikiem ortodoksji. Kiedy Macedonię ogarnęła herezja, Otrie bronił doktryny Ducha Świętego, jako trzeciej osoby Trójcy Świętej, współistniejącej i niepodzielnej (na Soborze I w 381).
Po śmierci Otrija, na katedrę biskupią miasta wyniesiono Achacjusza.
Achacjusz Meliteński był członkiem Rady Ekumenicznej Soboru Efeskiego w 431 roku, na którym utrzymano wyznanie prawosławne w dwóch naturach (boskiej i ludzkiej): Zbawiciela i Jego Niepokalanego Narodzenia.

## Kult
W ikonografii przedstawiany jest jako starzec w stroju świętych z Ewangelią w ręku.
Wspomnienie wielebnego Achacjusza Meliteńskiego w Cerkwi prawosławnej obchodzone jest 17/30 kwietnia tj. 30 kwietnia według kalendarza gregoriańskiego.
Nie należy go mylić ze Świętym Achacjuszem z Melitene zm. w III wieku.